# 海寿 (明朝宦官)
海寿（？年—？年），朝鲜人，明朝初年宦官。永乐年间任御马监少监。

## 生平
海寿曾七次出使朝鲜。永乐六年（1408年），随司礼监太监黄俨，护送到南京贺正的朝鲜世子李禔回国，国王李芳远以静妃的名义，送给黄俨、海寿鞍马，命世子陪同黄俨、海寿游览金刚山。黄俨、海寿等收得贡马三千匹，赏赐朝鲜银两、丝，选中了朝鲜处女五名，其中一人后来的权妃。
永乐七年（1409年）五月，御马监海寿随黄俨往朝鲜，要求再选处女。十一月，海寿在义州后，羞辱牧使朴矩、判官吴傅。明朝听说朝鲜要援助蒙古，让海寿考察朝鲜的顺逆。永乐八年（1410年）正月，海寿随明成祖出征蒙古。七月，派海寿驰送捷书谕太子，下诏班师。十月，海寿随田嘉禾出使朝鲜，嘉赏李芳远贡马万匹襄助征蒙古，赐予苎丝等礼物和银两。
永乐九年（1411年），海寿与礼部郎中黄裳劳赏来京师朝贡的满剌加国王。永乐十五年（1417年），黄俨与海寿出使朝鲜采选处女，同时索取大量贿赂。永乐十九年（1421年）七月，明成祖派海寿出使朝鲜再买马一万匹。《朝鲜王朝实录》评论“寿性贪，凡有所赠，略不辞谢，征求无已。”
永乐二十一年（1423年）八月，海寿与礼部郎中陈敬出使朝鲜，册封朝鲜世宗的嫡长子李珦为王世子。明朝再索求马万匹。永乐二十二年（1424年），成祖第五次北征，在榆木川去世，遗诏传位皇太子朱高炽。皇帝死于千里之外，于是封锁了这消息，由大学士杨荣和御马监少监海寿“奉遗命，驰讣皇太子”。明宣宗宣德年间，海寿镇守宁夏。宣德四年（1429年），宣府守神铳内官王冠率军送海寿到龙门，之后王冠醉酒被潜入宣府的蒙古间谍杀害。海寿之后不再见史载，或同时遇害。